# Први (оснивачки) конгрес СРПЈ(к)
Први (оснивачки) конгрес Социјалистичке радничке партије Југославије (комуниста) (мкд. Први конгрес на Социјалистичката работничка партија на Југославија (комунисти), словен. Prvi kongres Socialistične delavske partije Jugoslavije (komunisti)) одржан је од 20. до 23. априла 1919. године у Београду. Познат је и под именом Конгрес уједињења, због тога што се више предратних социјалдемократских партија и организација ујединило у партију комунистичке провинијенције.

## Прилике пред Конгрес
Под утицајем Октобарске револуције и Мађарске Совјетске Републике (21. март – 2. август 1919) осниване су илегалне комунистичке ћелије које су за циљ имале припремање услова за сличну социјалистичку револуцију, која се десила и у Мађарској.
После рата, постепено су се организовала и гласила револуционарног радничког покрета, попут „Радничких новина“ (касније „Ослобођење“) у Сплиту,  „Глас слободе“ у Сарајеву, „Радничке новине“ у Београду, „Народна воља“ у Пожеги, „Радничка стража“ у Вуковару и остале.

## Иницијативе за одржавање Конгреса
Иницијативу за уједињење радничког покрета (партија и синдиката) на платформи класне борбе дала су у јануару 1919. године руководства социјалдемократских партија Србије и Босне и Херцеговине. Прихвативши мандат да сазове конгрес за стварање Југословенске социјалне демократије, Управа СДПС објавила је почетком фебруара 1919. године да на конгресу могу учествовати само оне организације и појединци који су за класну борбу, односно који су за напуштање класну сарадњу са буржоазијом.
Акцији се придружио Југословенски комунистички савез пелагићеваца. За уједињење на платформи класне борбе изјаснили су се лева група у Социјалдемократској странци Хрватске и Славоније, затим далматински социјалисти на покрајинској конференцији крајем марта, социјалдемократске организације у Словеначком приморју под италијанском окупацијом од почетка априла, до тада формиране или обновљене социјалдемократске организације у Црној Гори и Македонији, социјалдемократске организације Баната, Бачке и Барање на конгресу у Суботици 24. марта и социјалдемократе из редова Срба и Буњеваца на конгресу Српско-буњевачког агитационог одбора 13. априла у Новом Саду.
За уједињење су се изјаснили и синдикати у Србији, Босни и Херцеговини, Војводини, Далмацији и синдикалне организације у Црној Гори и Македонији. Договорено је да се конгрес уједињења сидиката одржи исто кад и партијски конгрес.

## Рад Конгреса
Конгрес уједињења одржан је у Београду од 20. до 23. априла 1919. године. На Конгресу су учествовала 432 делегата, који су заступали око 130.000 организованих припадника радничког покрета из свих крајева Југославије осим Словеније, где је вођство словеначке Југословенске социјалне демократске странке, упркос критици министеријализма која се јављала у њеним редовима, успело спречити учешће словеначких представника. Међу делегатима Конгреса били су и они представници реформистичке струје социјалдемократског покрета, који су се претходно изјаснили против министеријализма.
Конгрес је протекао у знаку опречних ставова и расправе о концепцијама револуционарних и реформистичких струја. Усвојена је „Подлога уједињења“ у којоиј је оцењено да је капитализам ушао у завршну фазу и да се стварају услови за скоро успостављање комунистичке привреде. Такође је истакнуто да се успостављање комунистичког друштва може остварити само помоћу освајања политичке власти од стране пролетаријата, разарања старих органа власти и успостављања власти радничке класе. Политичка стратегија нове партије, која је добила назив Социјалистичка радничка партија Југославије (комуниста), заснивала се на опредељењу за класну борбу и југословенску социјалистичку револуцију. У „Подлози“ је констатовано да Друга интернационала није дорасла захтевима историјске ситуације. Одлучено је да новооснована Партија приступи Комунистичкој интернационали.
Сматрајући да је 1918. национално питање у државноправном смислу решено, СРПЈ(к) изјаснила се за јединствену државу републиканског облика с локалном самоуправом области, округа и општина. „Резолуција о аграрном питању“ ограничавала се углавном на захтев за поделу земљопоседа феудалног порекла беземљашима и за укидање феудалних односа. Била је усвојена оријентација на класни фронт индустријског и аграрног пролетаријата, а не на широко заснован савез радника и сељака.
Конгрес је донео и резолуцију којом се протестује против укидања грађанских слобода и сузбијања револуционарног радничког покрета у Југославији, као и против контрареволуционарне улоге југословенских власти у односу према совјетским републикама у Русији и Мађарској и њених припрема да се придружи војној интервенцији против Мађарске Совјетске Републике. Влада Краљевине СХС била је позвана да одмах и безусловно призна и успостави пријатељске односе са совјетским републикама у Русији, Мађарској и Баварској.
Према Статуту усвојеном на Конгресу, СРПЈ(к) била је организована као јединствена партија, а не као савез партија. Највише руководеће органе чинили су Конгрес и Партијско веће, којем су били потчињени сви остали органи (Централни и покрајински извршни одбори, парламентарна група, партијска штампа).
Тајним гласањем било је изабрано Партијско веће од 31 члана и Централни извршни одбор од девет чланова. За секретаре су били изабрани Филип Филиповић и Живко Топаловић, а за организационог секретара Владимир Чопић.

## Реакције
Иницијативу за уједињење радничког покрета под заставом Треће интернационале нису прихватила руководства Социјалдемократске странке Хрватске и Славоније, дисидентска група у руководству Социјалдемократске странке Босне и Херцеговине (тзв. звонаши) и словеначка Југословенска социјална демократска странка. Ова струја створила је у априлу 1920. године Социјалдемократску странку Југославије, која је водила реформистичку политику класног мира.
Словенци и Хрвати у Словеначком приморју, Истри и Трсту су 6. априла 1919. основали самосталну Социјалистичку партију. Ова партија се у септембру 1919. године укључила у Социјалистичку партију Италије.